# Apagomera jaguarari
Apagomera jaguarari är en skalbaggsart som beskrevs av Maria Helena M. Galileo och Martins 1998. Apagomera jaguarari ingår i släktet Apagomera och familjen långhorningar. Inga underarter finns listade i Catalogue of Life.